# Моймир II
Моймир II — славянский князь, сын Святополка, последний правитель Моравской державы в 894—906 годах. Погиб приблизительно в 906 году.

## Биография
В 894 году, после смерти Святополка I, Моймир II унаследовал власть над Великой Моравией; его младший брат Святополк II получил как апанаж Нитранское княжество. В 895 году Святополк II, поддерживаемый Арнульфом Каринтийским из Восточно-Франкского королевства, восстал против своего брата. В 897 году он восстал вновь, образовав при этом союз с Арнульфом. В результате, когда Моймир II атаковал своего брата, то был разбит посланными ему на помощь восточнофранкскими войсками.
Будучи ослабленной внутренними конфликтами, Великая Моравия стала терять пограничные территории. В 894 году, после того, как угры наводнили Блатенское княжество, эта территория отошла Восточно-Франкскому королевству. На следующий год от Великой Моравии отделилась Богемия, ставшая вассалом Арнульфа; в 897 году сюзеренитет Арнульфа признала Лузация. Новая опасность возникла, когда угры пересекли Карпаты, чтобы навсегда поселиться на равнинах Паннонии (895—896). В 896 году они расселились на малонаселённых землях Великой Моравии вдоль верхнего и среднего течения Тисы, а в 900—901 годах, после нескольких рейдов, они перешли Дунай и поселились на другой его стороне.
Несмотря на все эти напасти, Моймир II сумел консолидировать силы. В 898 году он попросил папу прислать в Моравию новых священнослужителей, чтобы уменьшить влияние священнослужителей из Баварии (то есть из Восточно-Франкского королевства). Баварцы, недовольные этим требованием, послали в Великую Моравию войска, которые были разбиты. Более того, Моймир II сумел изловить бунтующего Святополка II, но тот был спасён баварскими войсками, с которыми ушёл в Баварию.
После смерти короля Арнульфа, Папа римский, наконец, решился послать своих легатов, чтобы в 899 году учредить на моравских землях одно архиепископство и три епископства, тем самым уменьшая влияние баварского духовенства. Всё, что нам известно об этом деянии — это то, что архиепископ вновь разрешил литургию на старославянском языке (а не на латыни), и что кафедра одного из них была в Нитре.
Как упоминалось выше, в 900 году угры пересекли Дунай, войдя на бывший земли Великой Моравии, ныне занятые восточными франками, и стали совершать набеги на баварские земли наряду с великоморавскими войсками. Правитель Восточно-Франкского королевства поспешил в 901 году заключить мир с Великой Моравией, и Моймир II помирился с братом, который вернулся на родину. Этот мирный договор также положил конец войне между Великой Моравией и франкским вассалом Богемией, шедшей с 895 года.
Тем временем угры стали представлять всё бо́льшую опасность как для Восточно-Франкского королевства, так и для Великой Моравии. В период с 902 по 906 годы Моймир II несколько раз отбивал их атаки (в 904 году ему даже помогал в этом контингент баварских войск). Моймир II и Святополк II предположительно погибли в 906 году, когда шли особо интенсивные бои с уграми.
В 907 году угры разбили баварцев в битве при Прессбурге. В источниках, связанных с этим важнейшим сражением, уже не упоминаются имена ни Моймира, ни его преемников. С 907 года Великая Моравия начала распадаться. Остатки основной территории Великой Моравии были поделены между Богемией и Венгерским королевством, а мелкие местные властители продолжали править в последующие десятилетия в горах современной Словакии.